# Loriot de Chine
Oriolus chinensis
Espèce
Statut de conservation UICN

 LC  : Préoccupation mineure
Le Loriot de Chine (Oriolus chinensis) est une espèce de loriots de la famille des Oriolidae.

## Description
Le Loriot de Chine est l'une des plus grandes espèces du genre Oriolus (26 à 27 cm). Il pèse de 65 à 100 g.
Il se distingue facilement du Loriot d'Europe par une bande noire s'étendant de l'œil jusqu'à la nuque. Le manteau de la femelle est plutôt verdâtre ou olive.

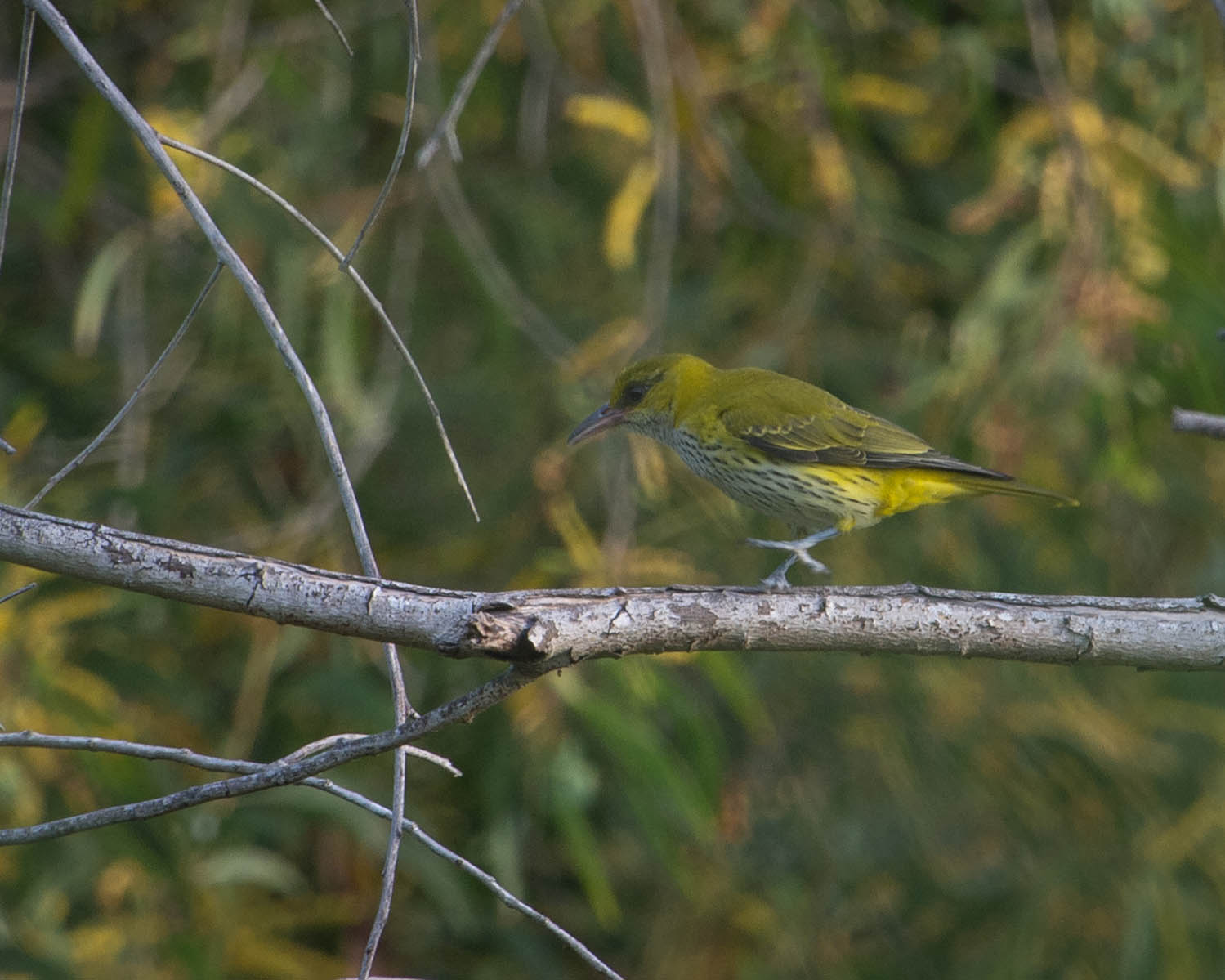
Loriot de Chine femelle, Bueng Boraphet, Thaïlande

Le bec est plus imposant que celui des espèces voisines.

## Nidification
Le Loriot de Chine se reproduit de février à décembre selon les régions. Le nid a la forme d'une coupe et est constitué de chaumes, de feuilles, d'herbes, de radicelles et de liber. Il a un diamètre de 10 à 13 cm et une hauteur de 5 cm. Il est installé dans la fourche de deux branches d'arbre et est suspendu tel un hamac à une hauteur de 6 à 20 m au-dessus du sol. La femelle pond de 2 ou 3 œufs de couleur rose avec des taches rouge violet et grises et les couve 14-15 jours. Les oisillons sont nourris d'insectes et d'araignées par le mâle et la femelle pendant deux semaines puis ils quittent le nid.

## Habitat
Cet oiseau peuple les forêts de basse altitude, les mangroves, mais aussi les parcs et les jardins, y compris dans les villes. Il est aussi présent dans les bosquets de casuarinas et de bambous ainsi que dans les plantations de cocotiers et d'hévéas.

## Répartition et sous-espèces
Son aire s'étend à travers l'Asie de l'Est et du Sud-Est.
Selon la classification de référence du Congrès ornithologique international (15.1, 2025) il se répartit en vingt sous-espèces (ordre phylogénique) :
- O. c. diffusus Sharpe, 1877 — Asie de l'Est ;
- O. c. andamanensis Beavan, 1867 — îles Andaman ;
- O. c. macrourus Blyth, 1846 — îles Nicobar ;
- O. c. maculatus Vieillot, 1817 — péninsule Malaise, Sumatra, Bangka, Belitung, Java, Bali et Bornéo ;
- O. c. mundus Richmond, 1903 — Simeulue et Nias ;
- O. c. sipora Chasen & Kloss, 1926 — Sipura ;
- O. c. richmondi Oberholser, 1912 — îles Mentawaï ;
- O. c. lamprochryseus Oberholser, 1917 — îles Masalembu
- O. c. insularis Vorderman, 1893 — Sapudi, Raas et îles Kangean ;
- O. c. melanisticus Meyer & Wiglesworth, 1894 — îles Talaud ;
- O. c. sangirensis Meyer & Wiglesworth, 1898 — îles Sangihe (nord) ;
- O. c. formosus Cabanis, 1872 — îles Sangihe (sud) et Mayu ;
- O. c. celebensis (Walden, 1872) — Célèbes et îles Togian ;
- O. c. frontalis Wallace, 1863 — îles Sula ;
- O. c. stresemanni Neumann, 1939 — Peleng ;
- O. c. boneratensis Meyer & Wiglesworth, 1896 — îles de la mer de Flores ;
- O. c. broderipi Bonaparte, 1850 — de Lombok à Alor ;
- O. c. chinensis Linné, 1766 — Luçon, Mindoro et Palawan ;
- O. c. yamamurae Kuroda, 1927 — Visayas, Mindanao et Basilan ;
- O. c. suluensis Sharpe, 1846 — archipel de Sulu.

Son aire d'hivernage s'étend notamment à travers l'Indochine et les Ghats occidentaux.

## Alimentation

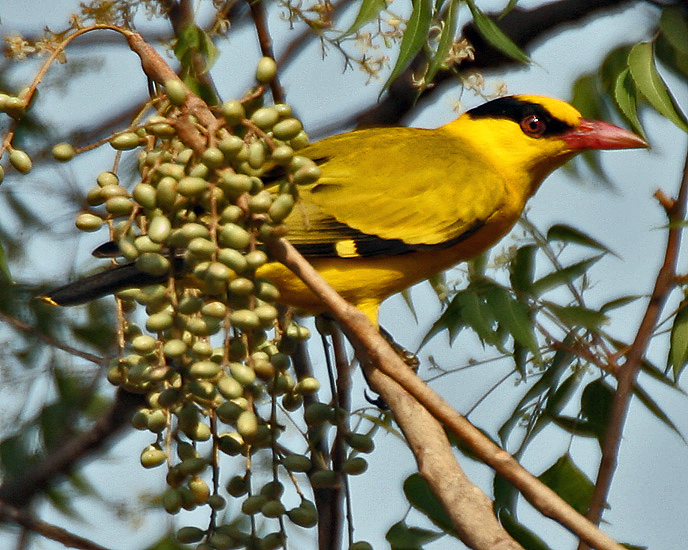
Loriot de Chine et fruits de lannea coromandelica (anacardiacées)

Comme les autres loriots, il se nourrit d'insectes et de fruits, essentiellement des baies.
Il aime les fruits charnus des arbres de la  famille des myrtacées et des anacardiacées, les figues, les papayes et les mangues. Il boit aussi le nectar des fleurs de salmalia (bombax ceiba) et d'erythrina.
Il mange des larves de guêpes et de frelons, des termites ailées, des chenilles, des sauterelles et des mantes religieuses.

## Galerie

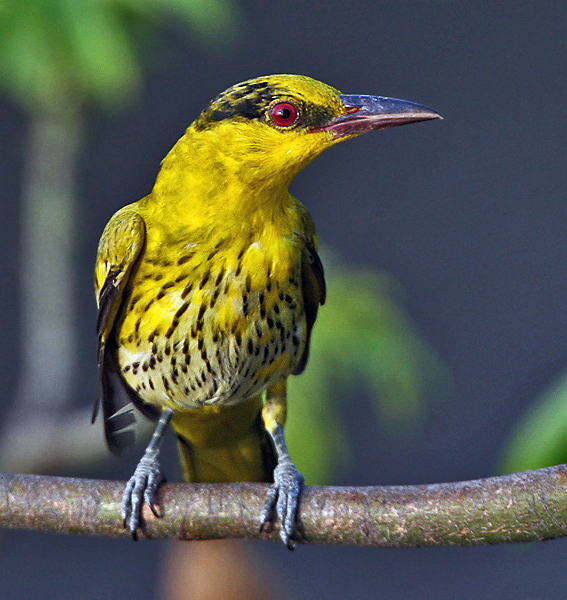
immature
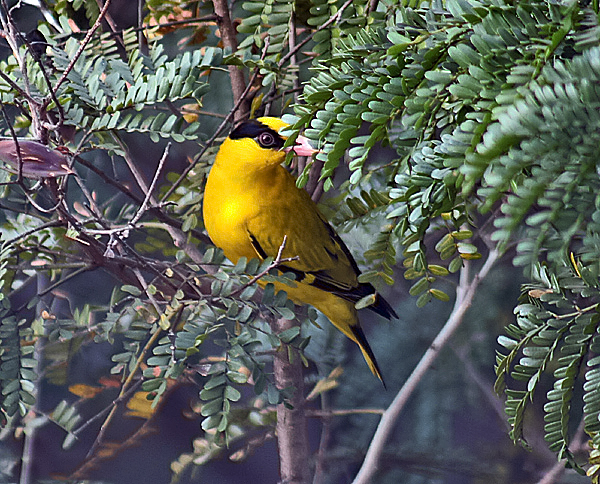
A Kolkata, Bengale-Occidental, Inde.
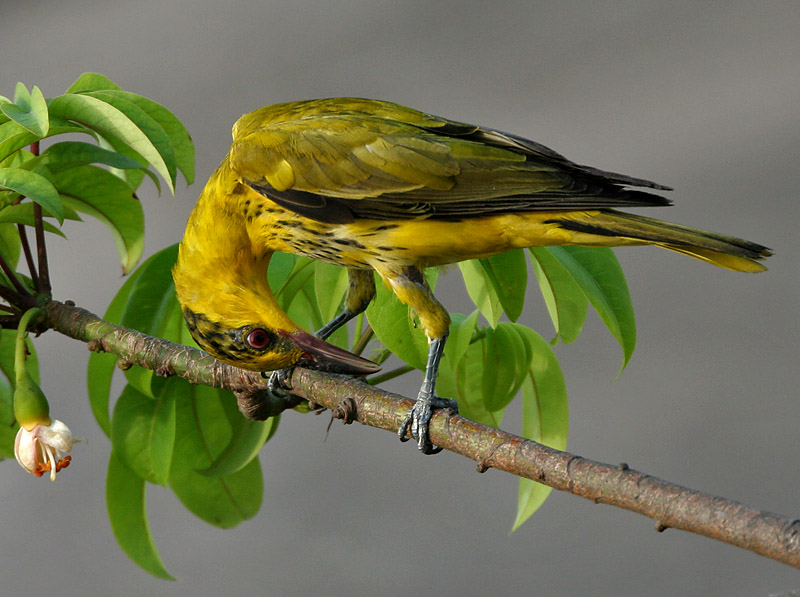
A Kolkata, Bengale-Occidental, Inde.
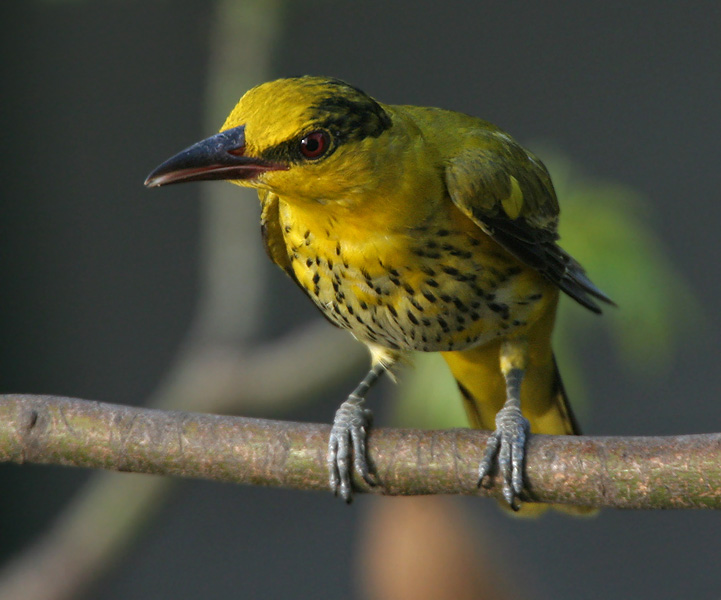
A Kolkata, Bengale-Occidental, Inde.
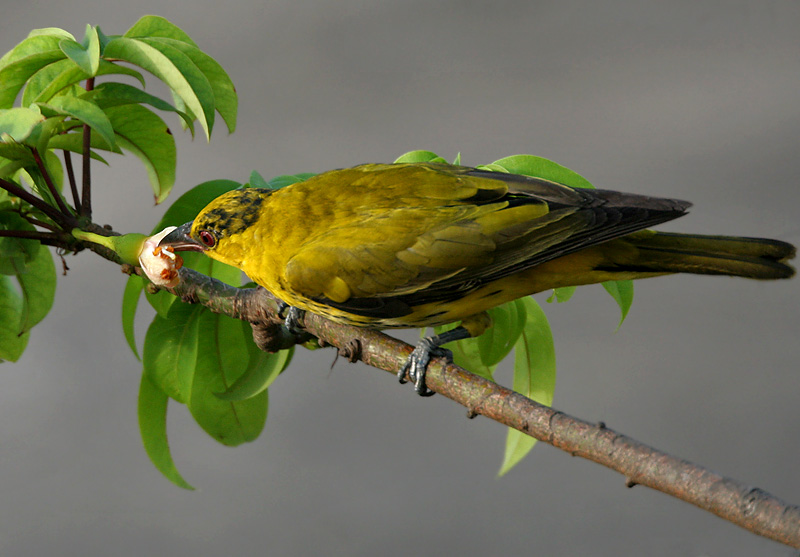
Loriot de Chine se nourrissant de kapok (Kolkata, Bengale-Occidental, Inde).
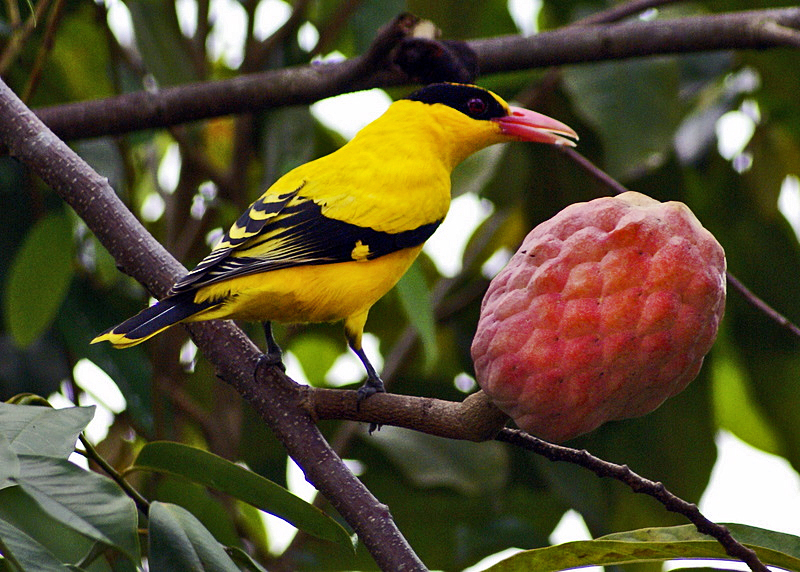
Loriot de Chine et fruit de cœur de bœuf à maturité. Photographie prise en 2007 à Kajang, Selangor, dans l'est de la Malaisie.
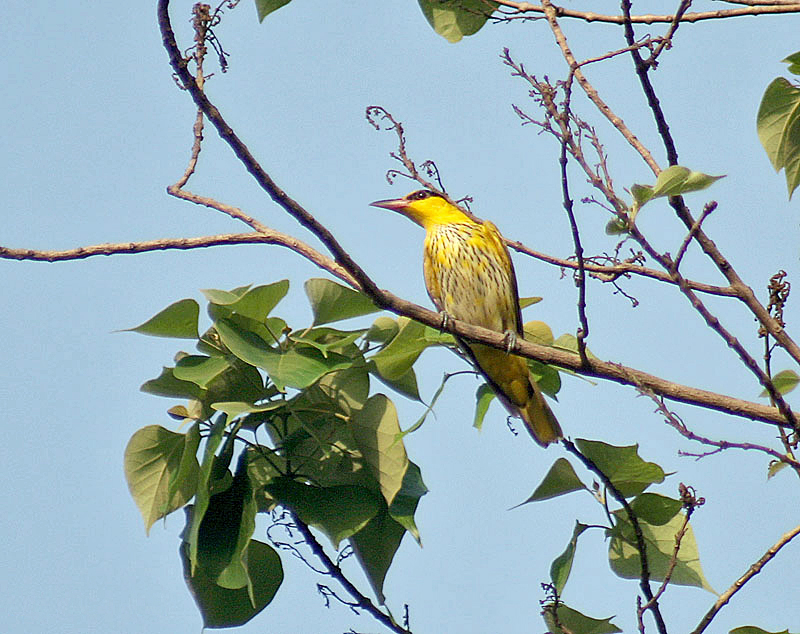
A Kolkata, Bengale-Occidental, Inde.
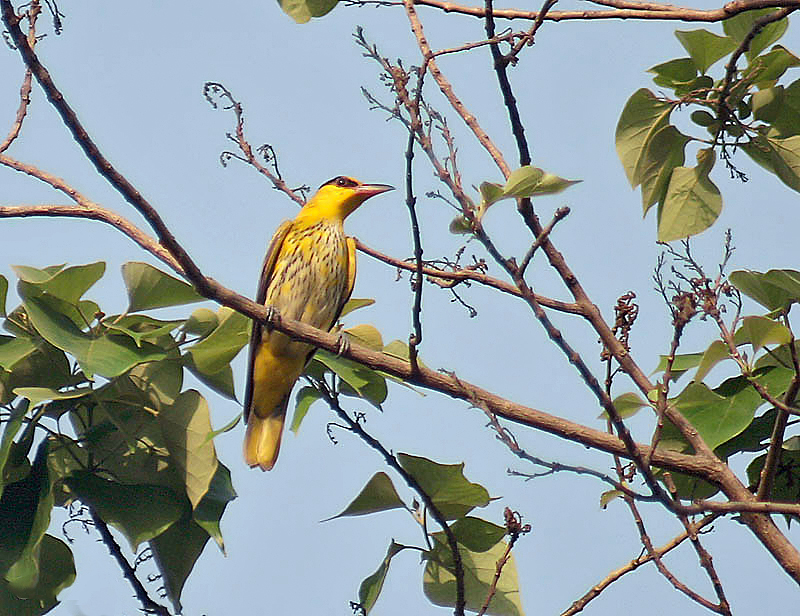
A Kolkata, Bengale-Occidental, Inde.
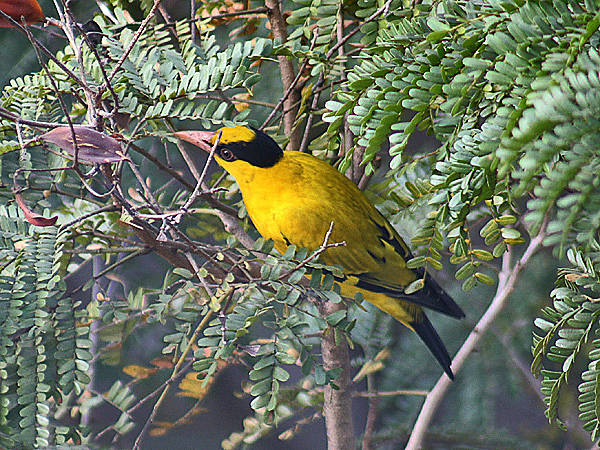
A Kolkata, Bengale-Occidental, Inde.
Loriot de Chine Malaysia.